# 平和ラッパ・日佐丸
平和ラッパ・日佐丸（へいわラッパ・ひさまる）は、太平洋戦争終戦前および戦後に活動した日本の漫才コンビ。同名を名乗る初代コンビ、2代目コンビ（日佐丸はさらに3度代替わりしている）と、3代目コンビがいた。

## 初代コンビ
当初は吉本の主要の漫才寄席に上がっていたが、1939年（昭和14年）、新興キネマ演芸部に高額報酬で引き抜かれる。
初代平和ラッパ（1905年頃 - 1945年、本名：北川安太郎）
出生地は不明。
戦前の吉本の看板。初代平和ニコニコの弟子、兄弟弟子に2代目ニコニコ、平和ニチニチ・満香ら他。1939年に新興キネマ演芸部にミスワカナ・玉松一郎、香島ラッキー・御園セブン、益田喜頓、坊屋三郎等とともに引き抜かれる。その頃2人で数本の映画に出演。
持ちネタは動き通しの漫才（コント?）。当時は舞台にテーブルがあり、そこへ水を張ったガラス製の水槽（?）を置いて、それで顔を洗ったり、またその水を飲んだりして客から笑いを取っていたという。河内家文春とコンビを組んだこともある。また2代目ラッパが売りにしたアホは元来初代が売りにしていたものである。
1945年の終戦間際に漫才作家の秋田實が満洲映画協会の演芸部の社員という肩書きで満洲国に慰問を実施した際に、他の芸人数人とともにコンビで同行した。同地で終戦を迎え帰国したが、間もなく死去。
初代浅田家日佐丸（1901年 - 1945年）
浅田家の祖（浅田家の家元）の浅田家朝日の弟子で実の弟。同じく妹には弟子の南ふく子がいる、浪曲出身、節劇の世界で一水軒好丸の弟子で一水軒好広を名乗り棚読みをしていた。兄の浅田家朝日の勧めで漫才に転向、転向後は初代ラッパ以外に兄の浅田家朝日や浅田家キリン、浪花家市松らと組んでいだ。
1944年からは大日本漫才協会（現在の漫才協会）の大阪支部長であった。1945年の秋田實と芸人による満洲慰問に同行し、現地で終戦後の抑留中に腸チフスを患い44歳で死去。
背中全体に刺青が彫ってあった。兄弟弟子に浅田家十郎・朝菊ら、弟子には南ふく子、吾妻ひな子、堤英二・よし枝らがいる。

## 2代目コンビ
千日劇場、新花月、道頓堀角座、神戸松竹座を経て、最後は吉本の花月の舞台に上がった。2代目ラッパのアホぶりは大村崑、藤山寛美とともに「大阪三大アホ」と呼ばれるほど人気を博した。
2代目平和ラッパ（1909年8月10日 - 1975年5月2日、本名：石田常三）
大阪府堺市の生まれ、立ち位置は左。おかっぱ頭（本人曰くローレル&ハーディのオリヴァー・ハーディを模したのだという。一時、ポマードで固めた七三分け姿にしていたこともある）と出っ歯といった特徴のある顔の持ち主だった。
1927年、奉公先で初代浅田家日佐丸に入門。兄の日佐治と浅田家日佐一（ひさかず）の名でコンビを組む。のち「平和家ラッパ・浪花家日佐丸」と改名、両者の妻も姉妹であった。
「出歯亀」「先祖代々過去帳一切の混じりっ気のないアホ」で売り出す。1954年にラッパは兄の死去に伴い、自身の弟子でもあった妻とコンビ「平和ラッパ・日佐丸嬢」を結成、その後歴代日佐丸とコンビを組む。長らく松竹芸能に所属したが晩年は吉本興業に移籍した。
舞台ではラッパがアホぶりをさんざん発揮して日佐丸を困らせた後、日佐丸が「こんなん連れてやってますねん」とぼやき、これを受けてラッパが「気ィ使いまっせェー」とぼけて、2人で「ハハーッ、さいならー」と落として締めた。「天王寺の亀がなぁ…」というフレーズも知られた。他にも「亀豆噛めまんねんなぁ」のギャグもヒットした。だがラッパの個性が強すぎてコンビの不和を生みやすかった。さらにラッパは常に主導権を握ってギャラも多く貰う形だったため、度重なるコンビ変更の原因となった。
仲間たちとの宴会や日佐丸が舞台を病気で休んだ時（4代目は病弱であった）は特技として座布団や襖、一畳サイズの畳を片手で回していた。また、和朗亭でその珍芸を披露している。
まともな教育を受けていなかったためいわゆる文盲で読み書きができず、漫才の台本も相方に読んで貰って覚えていた。後にテープレコーダーが登場すると真っ先に購入し、相方が読み上げた台本を録音した物を聞いて覚えていた。
ヒロポンの愛用者で戦後ヒロポン中毒で悩まされた。正司歌江（かしまし娘）に薦めた人物でもある。なお上質なヒロポンを安く調達していたため芸人仲間では重宝された。また糖尿病でもあった。晩年医者から禁酒されていて水をよく飲んでいた。
日常では「もの静かで周囲に気を使う人」だったとされる。
1975年5月2日午後1時に肝硬変のため、入院先の関西電力病院で死去。享年65。
平和日佐丸
立ち位置は右。2代目コンビ時代には下記の4人が務めた。また2代目死去後にコンビを組んだ「日佐丸嬢」についても説明する。
個性の強いラッパに芸の主導権とギャラの多くを奪われていたため、人気が出ると日佐丸には不満が募ることとなり、3代目以降は事務所と揉めた末にコンビ解消というパターンが繰り返された。
2代目（ - 1954年）
初代浅田家日佐丸に入門。2代目ラッパの実兄であった日佐治で、当初は「浅田家日佐治」だった。のち「浪花家日佐丸」を名乗る。1954年に急死。弟子には平和日佐子。
3代目（1933年 - 1968年、本名：溝畑勲）
兵庫県川辺郡西谷村武田尾（現・宝塚市）の生まれ、1954年に秋田實の宝塚新芸座に入る。1956年秋に秋田Aスケ門下となり「秋田Oスケ」の名で秋田Kスケと「秋田Oスケ・Kスケ」を組む。1959年に3代目日佐丸を襲名、寂の効いたしゃがれ声を活かしたそのツッコミは「氷の剣のよう」と称された。「ラッパ・日佐丸」のファンだったという上岡龍太郎は、「（ラッパが）客よりもアホ」「ツッコミの方がお客より高いところから突っ込む」という「落差のすごさ」を評価し、その中で「日佐丸というのは何代もあるンですが、ぼくはやっぱり先程のOスケの日佐丸さんですね」と述べている。ラッパも「Oちゃん（旧芸名にちなみこう呼んでいた）とやっていた時が一番やりやすかった」と語っていたという。
1963年のラッパとのコンビ解消後は「波多シャープ」の名で妻の波多フラットとのコンビ「波多シャープ・フラット」、「三田ホップ」の名でトリオ「三田ホップ・ステップ・ジャンプ（ステップは後のレツゴー正児（レツゴー三匹））」といった経歴を重ねる。
その後足の爪を切った時の傷から感染症を起こし入院、片脚を切断。さらに1968年にフラットが幼馴染みの男性と不倫の末に駆け落ち→心中し、これらの事件から将来に絶望して自殺。享年36。
4代目（1922年10月29日 - 1973年?、1972年10月17日、本名：広島正夫）
京都府京都市生まれ、京都実業卒業後、17歳で日活に映画俳優として入社、その後キャバレーの支配人を経て1954年（1950年?）に、秋山ではなく夏川左楽の名で秋山右楽・左楽を結成、次に4代目日佐丸を名乗った。しかし病気がちであったことに加え、ラッパとの不和（ギャラの比率をラッパ7、日佐丸3から半分ずつへの変更を求めた上、日佐丸が漫才作家に対して「自身が喋った時に笑いが起こるようにネタを変えてくれ」とも要求し、作家からは「それではラッパ･日佐丸の漫才のよさがなくなる」と却下された）によりコンビを解消した。3代目桂米朝によると、一度ラッパが日佐丸にしゃべらせずに一人で仕切ったことがあり、米朝は「ケンカをしてたンやろうね」と述べている。その後「夏川宇津太」の名で夏川加津太とコンビ「夏川宇津太・加津太」を結成したが1973年頃に病死、吉田留三郎によると1972年10月17日に46歳で亡くなったという。
5代目（1925年 - 、本名：夜久秀二郎）
京都府京都市生まれ、桃園小学校卒業後、アマチュアからプロになる。その間の経歴については「島津製作所に勤務」とする説、「大阪市交通局に勤務（浮世亭柳平と同僚）」とする説（3代目桂米朝）がある。芸事が好きで、3代目桂米朝によると、後の浮世亭柳平と交通局内の催事に素人漫才を演じていたという。朝日放送ラジオの演芸コンクール「漫才教室」に出場し6代目笑福亭松鶴や俳優などの芸能人のものまねを披露して賞を総なめしていた。浮世亭夢若の門下になり。南秀児の名で北伸児と組んで1959年に千日劇場で初舞台。夢若急死後の1965年からは「浮世亭秀若」の名で松鶴家光晴と組み、光晴の死後は島ぽん太とのコンビを経て5代目日佐丸を襲名。2代目ラッパの死後、木村栄子とコンビを組むがうまくいかず、1977年6月コンビ解消、すぐに廃業。
芸人仲間のあだ名は「秀ちゃん（しゅうちゃん）」、なお人生幸朗がつけたあだ名は「うんこちゃん」であった、妻に対しては名前を呼び捨てするのに用を足す時は「今からうんこちゃん行ってくる」と言っていたのでそう呼んでいた。　
浅田家日佐丸嬢（1910年 - 没年不詳、本名：石田絹子）
- 2代目ラッパの夫人にして弟子。歴代の日佐丸同様ツッコミ役で、夫が2代目日佐丸死去後、3代目日佐丸と組むまで相方を務めた。さんざんラッパをこき下ろして笑いを取り、そのあと江州音頭を歌ってラッパが踊る趣向を取り入れていた[6]。

## 3代目コンビ
先代と異なり、アホを売り物としない正統派のギター漫才だった。当初は吉本興業所属で、後に松竹芸能に移籍した。襲名後、ほどなく解散したため、活動期間は短かった。
3代目平和ラッパ（1943年8月10日 - 2023年5月5日、本名：生井博司）
大阪府大阪市出身。2代目ラッパに弟子入り後、3つのコンビ・グループを経て、平和勝三とのコンビで3代目ラッパを襲名した。平和ラッパ・日佐丸解散後に平和ラッパ・梅乃ハッパを結成。
6代目 平和日佐丸（1948年4月3日 - 、本名：眞所晃弘）　
鹿児島県生まれ、大阪に出た後美容師をしていたが、3代目ラッパと同じく先代ラッパの弟子で平和勝三を名乗る。勝一（3代目ラッパ）とのコンビを組んだ後に勝八を入れてトリオOHKを組むも解消。相方の3代目襲名に付き合い、6代目日佐丸を襲名。現在は鹿児島県を拠点に歌手活動をしている。